# Sapiehowie

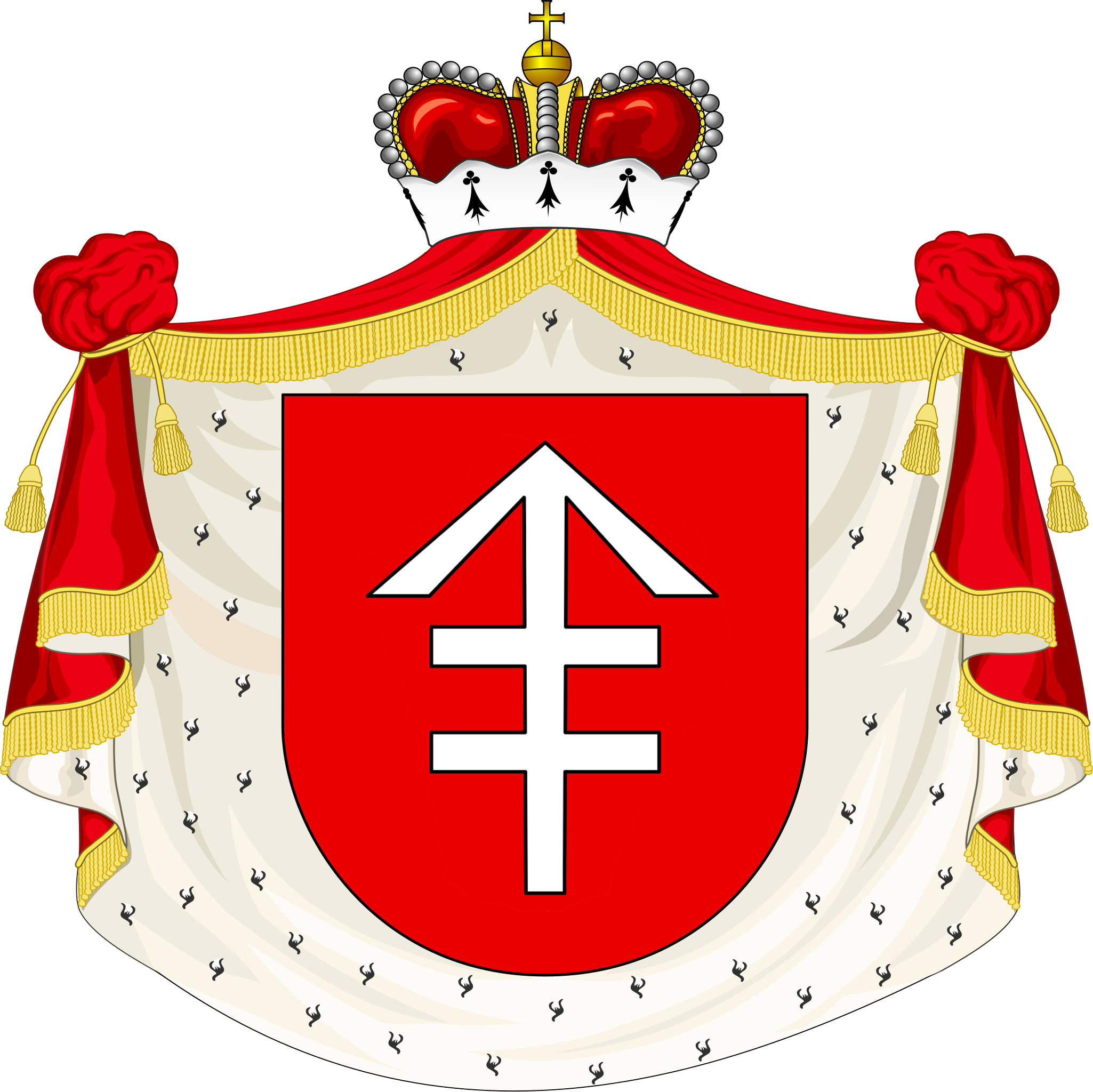
Herb rodziny Sapiehów Lis

Wielki herb rodziny Sapiehów (1858–1859)

Sapiehowie – polski magnacki ród książęcy herbu Lis (odmienny) pochodzenia rusińskiego.

## Krótka historia rodu

### I Rzeczpospolita
Jeden z najpotężniejszych rodów magnackich Wielkiego Księstwa Litewskiego, wywodzący się z ziem dzisiejszej Białorusi i Rosji. Pierwsze wzmianki o protoplaście rodu – Semenie Sopiże (Sapaczu) pochodzą z lat 40. XV w; mimo wielokrotnych prób dziejopisów nie udało się udowodnić pochodzenia rodu od Sunigajły, który przystąpił podczas unii horodelskiej ze strony litewskiej do herbu Lis. Spośród czterech synów Semena potomstwo dwóch wymarło w drugim pokoleniu, dwóch pozostałych założyło dwie linie rodu, żyjące do tej pory – potomkowie Bohdana założyli linię starszą, różańską, zwaną też siewierską bądź czerejską (Sapiehowie-Różańscy), potomkowie Iwana – linię młodszą, kodeńską (Sapiehowie-Kodeńscy).
Jednym z najważniejszych twórców potęgi rodu w XVI w., poza założycielami linii, był kanclerz wielki litewski, Lew Sapieha (ur. 1557). Poprzez doskonałe gospodarowanie odziedziczonymi dobrami, świeżymi nadaniami królewskimi i odpowiednimi mariażami z rodzinami Chodkiewiczów, Hlebowiczów czy Połubińskich, ród Sapiehów pod rządami Lwa doszedł do pierwszego szeregu rodów Rzeczypospolitej.
Jako że synowie Lwa nie pozostawili potomków, fortuna przeszła na potomstwo Jana Piotra, znanego z Potopu H. Sienkiewicza hetmana Pawła Jana i jego synów Kazimierza Jana i Benedykta Pawła. Ci dwaj ostatni doprowadzili do zebrania w swoich rękach praktycznie wszystkich ważniejszych urzędów w Wielkim Księstwie, był to szczyt potęgi rodu. Samowładztwo Sapiehów doprowadziło do wybuchu niezadowolenia społecznego i powstania. Potęga Sapiehów została złamana w bitwie pod Olkiennikami w roku 1700. 
W wieku XVIII ród Sapiehów pracował nad odzyskaniem utraconych wpływów i dóbr, nie osiągając jednak poprzedniej potęgi. Podczas wojny północnej Sapiehowie stanęli w większości po stronie Karola XII i Stanisława Leszczyńskiego. Także za Leszczyńskim stanęli podczas podwójnej elekcji roku 1733. Duża część rodu brała aktywnie udział w wydarzeniach konfederacji barskiej. W czasie obrad Sejmu Czteroletniego większość Sapiehów, z wyjątkiem Kazimierza Nestora, pozostała wobec projektów konstytucji sceptyczna.
Podkreśleniem świetności rodu było uzyskanie tytułu książęcego. W 1700 r. Michał Franciszek Sapieha z linii różańskiej otrzymał tytuł książęcy od cesarza Leopolda I, który wygasł jednak już w roku nadania. W 1768 r. sejm polski potwierdził tytuł książęcy

Od czasu powstania rodu do 1795 roku ród Sapiehów wydał m.in.
- 41 wojewodów
- 14 kasztelanów
- 4 hetmanów wielkich litewskich
- 2 hetmanów polnych litewskich
- 3 kanclerzy wielkich litewskich

nie licząc kilkudziesięciu osób piastujących wiele innych ważnych w czasie I Rzeczypospolitej urzędów.

### Okres rozbiorów
Utraciwszy wpływy polityczne Sapiehowie posiadali dalej ogromne majątki, dzięki którym mogli działać w zmienionych realiach. Do ciekawszych postaci tego okresu należą: podróżnik i geolog Aleksander Antoni, założyciel Akademii Rolniczej w Dublanach Leon Ludwik, czy powstaniec listopadowy Eustachy Kajetan. W momencie uzyskania autonomii galicyjskiej wielu członków rodu powróciło do działalności politycznej, działając w ramach nie tylko Sejmu Krajowego, ale także władz centralnych w Wiedniu. Do najwybitniejszych polityków II połowy XIX w. należeli m.in. Adam Stanisław, Władysław Leon.

### II RP
W okresie międzywojennym z rodu Sapiehów wyróżniają się zdecydowanie dwie postacie: ministra spraw zagranicznych Eustachego Kajetana i arcybiskupa krakowskiego, Adama Stefana. Nie byli to jednak jedyni przedstawiciele rodu działający w tym okresie, warto wymienić także np. założyciela PCK, Pawła.

### 1939 i później
Rok 1939 był końcem rodu Sapiehów na terenie Polski. Ostatnim wybitnym członkiem rodu przebywającym na stałe w Polsce, przeciwstawiającym się dwóm największym reżimom XX w., był kardynał Adam Stefan Sapieha, zmarły w roku 1951. Pozostała część rodu była zmuszona w trakcie działań wojennych do opuszczenia kraju. Wielu Sapiehów poległo, a do najciekawszych postaci polskiego ruchu oporu należał m.in. delegat AK na Węgry, Andrzej Józef Sapieha.
Obecnie żyjący członkowie rodu przebywają przeważnie na stałe poza granicami kraju. Z obu linii żyje ok. 25 osób.

## Członkowie rodu

### Pokolenie 1
- Semen Sopiha (XV w.) – założyciel rodu,  pisarz wielkiego księcia Litewskiego Kazimierza Jagiellończyka. /1

### Pokolenie 2
- Bohdan Semenowicz Sapieha (zm. 1512(?)) – pisarz hospodarski, okolniczy smoleński, protoplasta linii czersko-różańskiej. /2
- Iwan Sapieha (zm. 1517) – kanclerz królowej Heleny, wojewoda witebski, wojewoda Podlaski, protoplasta linii kodeńskiej. /3

### Pokolenie 3
- Iwan Bohdanowicz Sapieha (zm. 1546) – wojewoda witebski, podlaski, starosta drohicki. (Róż.) /8
- Paweł Iwanowicz Sapieha (zm. 1579) – wojewoda podlaski, wojewoda nowogródzki (Kod.) /13

### Pokolenie 4
- Paweł Sapieha (zm. 1580) – starosta lubecki, kasztelan kijowski. (Róż.) /25
- Dymitr Sapieha (zm. 1576) – dworzanin królewski, podstarości brzeski. (Róż.) /34
- Bohdan Fedorowicz Sapieha (zm. 1603) – dworzanin królewski, sędzia ziemski trocki. (Róż.) /35
- Mikołaj Pawłowicz Sapieha (zm. 1599) – wojewoda miński, wojewoda brzeski, wojewoda witebski (Kod.) /37
- Bohdan Pawłowicz Sapieha (zm. 1593) – podkomorzy bielski, starosta homelski, kasztelan brzeski, wojewoda smoleński i miński (Kod.) /38
- Andrzej Sapieha (zm. 1621) – podczaszy litewski, kasztelan miński, wojewoda połocki i smoleński (Kod.) /42

### Pokolenie 5
- Lew Sapieha (1557–1633) – kanclerz wielki litewski 1589–1623, wojewoda wileński 1621, hetman wielki litewski 1625 (Róż.) /47
- Andrzej Sapieha (zm. 1611) (zm. 1611) – starosta orszański, kasztelan witebski, wojewoda mścisławski. (Róż.) /49
- Jan Piotr Sapieha (1569–1611) – pułkownik, hetman Dymitra Samozwańca II, pułkownik króla Zygmunta III. (Róż.) /54
- Mikołaj Michajłowicz  Sapieha (zm. 1611), podkomorzy grodzieński, kuchmistrz litewski, poseł na sejmy. (Róż.) /60
- Lew Michajłowicz Sapieha (zm. 1610) – wojski witebski, sędzia ziemski grodzieński. (Róż.) /61
- Mikołaj Sapieha Pobożny (1581–1644) – wojewoda miński, brzeski, kasztelan wileński, fundator kościoła św. Anny w Kodniu. (Kod.) /70
- Krzysztof Sapieha (1590–1637) – podczaszy litewski. (Kod.) /71
- Mikołaj Sapieha (1558–1638) – wojewoda miński i nowogródzki. (Kod.) /76
- Paweł Stefan Sapieha (1565–1635) – koniuszy litewski, podkanclerzy litewski. (Kod.) /77

### Pokolenie 6
- Jan Stanisław Sapieha (1589–1635) – starosta słonimski, podstoli litewski, marszałek wielki litewski. (Róż.) /92
- Krzysztof Michał Sapieha (1607–1631) – pisarz wielki litewski. (Róż.) /96
- Kazimierz Leon Sapieha (1609–1656), pisarz wielki, podkanclerzy litewski. (Róż.) /97
- Aleksander Dadźbóg Sapieha (1585–1635), podkomorzy witebski, starosta orszański, rotmistrz królewski. (Róż.) /98
- Krzysztof Stefan Sapieha (1590–1636), pisarz wielki litewski, starosta lidzki, mścisławski i wilkijski. (Róż.) /99
- Andrzej Stanisław Sapieha (1592–1646), kasztelan trocki, kasztelan wileński. (Róż.) /104
- Jan Sapieha (zm. 1630) (przed 1622–1629), starosta uświacki, kirśnieński i uszpolski. (Róż.) /105
- Paweł Jan Sapieha (1609/1610–1665) – hetman wielki litewski. (Róż.) /107
- Fryderyk Sapieha (przed 1599–1650) – podkomorzy witebski, wojewoda mścisławski. (Róż.) /116
- Kazimierz Melchiades Sapieha (1625–1654) – dworzanin królewski, starosta krzepicki. (Kod.) /121
- Jan Ferdynand Sapieha (1628–1659) – cześnik litewski. (Kod.) /122
- Jan Fryderyk Sapieha (1618–1664) – pisarz polny koronny. (Kod.) /126
- Tomasz Kazimierz Sapieha (1621–1654) – oboźny litewski (Kod.) /127
- Krzysztof Franciszek Sapieha (1623–1665) – krajczy litewski, pułkownik królewski. (Kod.) /128
- Aleksander Kazimierz Sapieha (1624–1671), biskup żmudzki, biskup wileński. (Kod.) /129
- Tomasz Sapieha (1598–1646) – wojewoda nowogródzki. (Kod.) /132
- Kazimierz Mikołaj Sapieha (przed 1617–1639) – starosta niemonojcki, leśniczy bielski. (Kod.) /133

### Pokolenie 7
- Mikołaj Krzysztof Sapieha (1613–1639) – pisarz polny litewski (Róż.) /142
- Kazimierz Jan Sapieha (1637–1720) – wojewoda wileński, hetman wielki litewski. (Róż.) /147
- Teresa z Gosiewskich Sapieżyna (przed 1677 – 1708) – wojewodzina wileńska, żona Kazimierza Jana. (Róż.)
- Benedykt Paweł Sapieha (przed 1655–1707/1708) – podskarbi wielki litewski. (Róż.) /148
- Franciszek Stefan Sapieha (przed 1661 – 1686) – koniuszy litewski. (Róż.) /149
- Leon Bazyli Sapieha (1652–1686) – podskarbi nadworny, generał artylerii litewskiej. (Róż.) /153
- Mikołaj Leon Sapieha (1644–1685) – wojewoda bracławski. (Kod.) /156
- Kazimierz Władysław Sapieha (1650–1703) – wojewoda trocki. (Kod.) /157
- Paweł Franciszek Sapieha (1657–1715) – opat paradyski, biskup żmudzki. (Kod.) /158
- Władysław Jozafat Sapieha (1652–1733) – wojewoda brzeski. (Kod.) /161

### Pokolenie 8
- Jerzy Stanisław Sapieha (1668–1732) – wojewoda mścisławski. (Róż.) /170
- Michał Franciszek Sapieha (1670–1700) – koniuszy litewski, generał artylerii litewskiej. (Róż.) /171
- Aleksander Paweł Sapieha (1672–1734) – marszałek wielki litewski. (Róż.) /172
- Michał Józef Sapieha (1670–1738) – wojewoda podlaski. (Róż.) /174
- Jan Kazimierz Sapieha (zm. 1730) – hetman wielki litewski. (Róż.) /177
- Józef Franciszek Sapieha (1679–1744) – podskarbi nadworny litewski. (Róż.) /179
- Jerzy Felicjan Sapieha (1680–1750) – starosta wilkowski, wojewoda mścisławski. (Róż.) /181
- Jan Fryderyk Sapieha (1680–1751) – kanclerz wielki litewski. (Kod.) /187
- Karol Józef Sapieha (przed 1718–1768) – wojewoda brzeski. (Kod.) /196
- Ignacy Sapieha (przed 1721–1758) – podskarbi nadworny litewski, wojewoda mścisławski. (Kod.) /204

### Pokolenie 9
- Antoni Kazimierz Sapieha (1689–1739) – poseł, starosta merecki, kasztelan trocki. (Róż.) /206
- Kazimierz Leon Sapieha (1697–1738), generał artylerii litewskiej, od 1735 wojewoda brzeski, w 1735 odznaczony Orderem Orła Białego. (Róż.) /214
- Józef Stanisław Sapieha (1708–1754), biskup koadiutor wileński (Róż.) /215
- Michał Antoni Sapieha (1711–1760), podkanclerzy litewski. (Róż.) /216
- Piotr Paweł Sapieha (1701–1771, stolnik litewski, wojewoda smoleński. (Róż.) /219
- Elżbieta z Branickich Sapieżyna (1734–1800) – wojewodzicowa mścisławska, polityk, przyjaciółka Stanisława Augusta Poniatowskiego. (Róż.), (Kod.)
- Katarzyna Agnieszka Ludwika Sapieha (1718–1779), łowczyni litewska, działaczka konfederacji barskiej (Róż.) /226
- Józef Sapieha (1737–1792) – krajczy litewski, regimentarz generalny litewski konfederacji barskiej (Kod.) /233
- Teofila Strzeżysława z Jabłonowskich Sapieha (1742–1816), krajczyni litewska, działaczka konfederacji barskiej, żona Józefa. (Kod.)
- Franciszek Ksawery Sapieha (1741/1746–1808), ostatni wojewoda smoleński. (Kod.) /238
- Kajetan Michał Sapieha (1749–1771), marszałek połocki konfederacji barskiej (Kod.) /239

### Pokolenie 10
- Anna z Sapiehów Jabłonowska – (1728–1800), wojewodzina bracławska, mecenaska sztuki, wybitna administratorka swoich dóbr. (Róż.) /240
- Aleksander Michał Sapieha – (1730–1793), wojewoda połocki, Hetman polny litewski, Kanclerz wielki litewski, marszałek konfederacji targowickiej na Litwie. (Róż.) /241
- Magdalena Agnieszka z Lubomirskich Sapieha – (1739–1780, żona Aleksandra Michała, metresa Stanisława Augusta Poniatowskiego. (Róż.)
- Michał Ksawery Sapieha (1735–1766) – krajczy litewski. (Róż.) /243
- Kazimierz Nestor Sapieha (1757–1798) – generał artylerii litewskiej, marszałek konfederacji litewskiej. (Kod.) /248
- Aleksander Antoni Sapieha (1773–1812) – przyrodnik, mecenas, podróżnik, polityk. (Kod.) /249
- Mikołaj Sapieha (1779–1843) – uczestnik wojen napoleońskich, ziemianin, odznaczony Virtuti Militari. (Kod.) /252
- Paweł Sapieha (1781–1855) – uczestnik wojen napoleońskich, ziemianin. (Kod.) /253

### Pokolenie 11
- Franciszek Sapieha (1772–1829) – generał artylerii litewskiej, powstaniec kościuszkowski. (Róż.) /263
- Anna Zofia Sapieha (1798–1864) – żona Adama Jerzego Czartoryskiego. (Kod.) /264
- Leon Ludwik Sapieha (1803–1878) – marszałek galicyjskiego Sejmu Krajowego. (Kod.) /266

### Pokolenie 12
- Adam Stanisław Sapieha (1828–1903) – „Czerwony książę”, syn Leona, ojciec Adama Stefana. (Kod.) /278
- Eustachy Kajetan Sapieha (1797–1860) – powstaniec, emigrant, związany z Hotelem Lambert. (Róż.) /275

### Pokolenie 13
- Jan Paweł Aleksander Sapieha (1847–1901) – ziemianin, wojskowy. (Róż.) /294
- Władysław Leon Sapieha (1853–1920) – ziemianin, działacz społeczny, poseł do Sejmu Krajowego i do Rady Państwa w Wiedniu. (Kod.) /295
- Paweł Sapieha (1860–1934) – podróżnik, pierwszy prezes Polskiego Czerwonego Krzyża. (Kod.) /299
- Adam Stefan Sapieha (1867–1951) – biskup krakowski 1911, arcybiskup krakowski 1925, kardynał 1946. (Kod.) /301

### Pokolenie 14
- Eustachy Sapieha (1881–1963) – minister spraw zagranicznych II Rzeczypospolitej, polityk konserwatywny, poseł na Sejm II RP. (Róż.) /306
- Leon Sapieha (1883–1944) – ziemianin, podróżnik, poseł na Sejm. (Kod.) /312
- Józef Sapieha (syn Władysława Leona) (1887–1940), uczestnik wojny polsko-bolszewickiej (Kod.) /313
- Aleksander Sapieha (1888–1976) – lotnik. (Kod.) /314
- Adam Zygmunt Sapieha (1892–1970) – kawalerzysta, lotnik. (Kod.) /315
- Andrzej Józef Sapieha (1894–1945(?)) – ziemianin, ppor. rezerwy WP, emisariusz KG AK. (Kod.) /317
- Stanisław Sapieha (1896–1919) – obrońca Lwowa (Kod.) /318
- Paweł Maria Sapieha (1900–1987) – zawodowy wojskowy, rezydent amerykańskiego kontrwywiadu. (Kod.) /328
- Virgilia Peterson-Sapieha (1904–1966) – amerykańska pisarka i dziennikarka telewizyjna

### Pokolenie 15
- Jan Andrzej Sapieha (1910–1989) – oficer RAF. (Róż.) /330
- Maria Sapieżyna (1910–2009) – działaczka społeczna. (Róż.)
- Lew Jerzy Sapieha (1913–1990) – pisarz, poeta. (Róż.) /332
- Eustachy Seweryn Sapieha (1916–2004) – zawodowy myśliwy, historyk rodu. (Róż.) /333
- Antonina Maria z Siemieńskich Sapieżyna (1922–1996) – uczestniczka powstania warszawskiego, organizatorka ruchu turystycznego w Kenii. (Róż.)
- Elżbieta Rufener-Sapieha (1921–2008) – malarka (Róż.) /334
- Leon Roman Sapieha (1915–1940) – żołnierz. (Kod.) /335
- Zofia z Sapiehów Komorowska (1919–1–1997). (Kod.)
- Karol Władysław Sapieha (1920–1941) – lotnik. (Kod.) /336
- Róża Maria Sapieha (1921–1944) – uczestniczka powstania warszawskiego. (Kod.) /338
- Teresa Jadwiga z Sapiehów de San (1924-). (Kod.)
- Michał Ksawery Sapieha (1930–2013) – działacz polonijny (Kod.) /341
- Maria Ludwika z Sapiehów de Hemptine (1931-). (Kod.)
- Maria Krystyna z Sapiehów Freemandle (1934-). (Kod.) /343
- Mikołaj Fryderyk Sapieha (1937–1995) – fotografik. (Kod.) /344

### Pokolenie 16
- Jan Paweł Sapieha (1935–2021). (Róż.)
- Jerzy Andrzej Sapieha (1937–2010). (Róż.)
- Eustachy Piotr Sapieha (1947–2005). (Róż.)
- Teresa Jadwiga Sapieha (1948-). (Róż.)
- Maria Gabriela z Sapiehów Beckmann (1949-). (Róż.)
- Anna Joanna z Sapiehów Wodzicka (1951-). (Róż.)
- Aleksander Leon Sapieha (1953-). (Kod.)
- Stefan Adam Sapieha (1956-).  (Kod.)

Pokolenie 17
Egon Rangel Sapieha (1974-). (Róż.) 

Inne zamki i pałace Sapiehów:
- Zamek w Czarnobylu (nie istnieje?)
- Pałac w Krasiłowie (nie istnieje?)
- Zamek w Drui (pozostałości)

## Klasztory

Klasztor kartuzów w Berezie
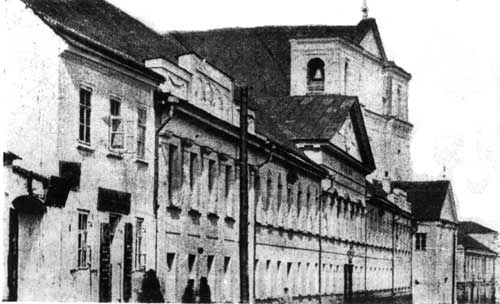
Kościół i klasztor Dominikanów w Grodnie
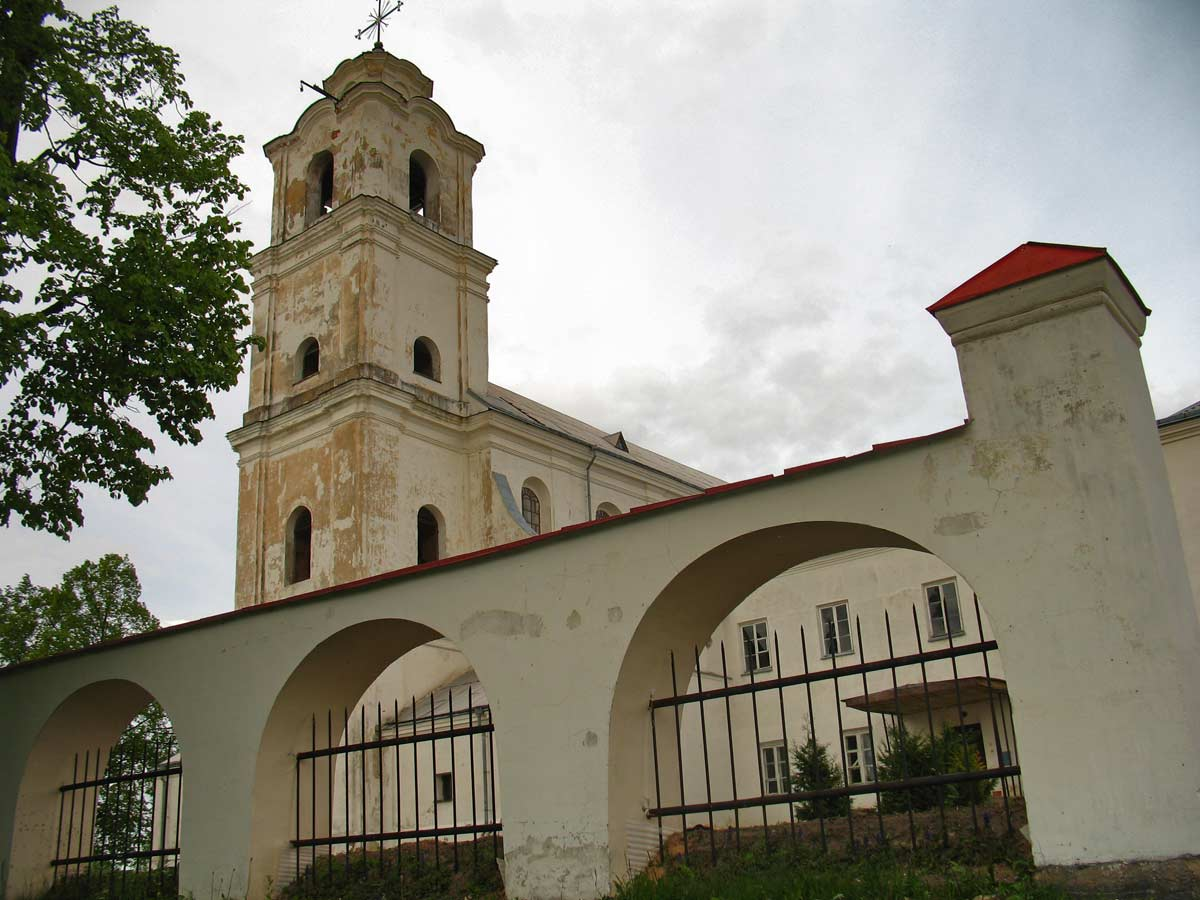
Klasztor Bernardynów w Drui
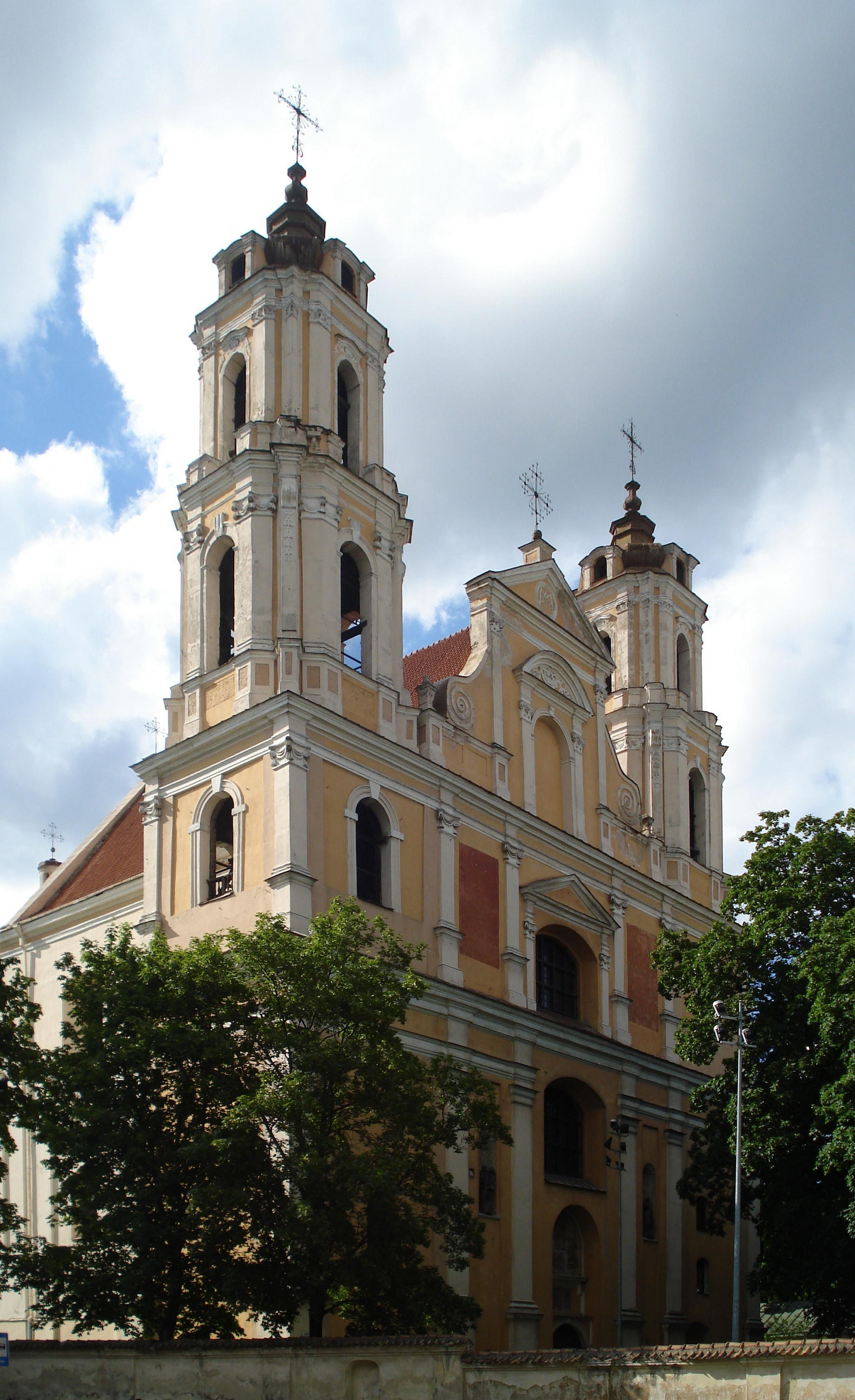
Kościół św. Jakuba i Filipa i klasztor Dominikanów w Wilnie
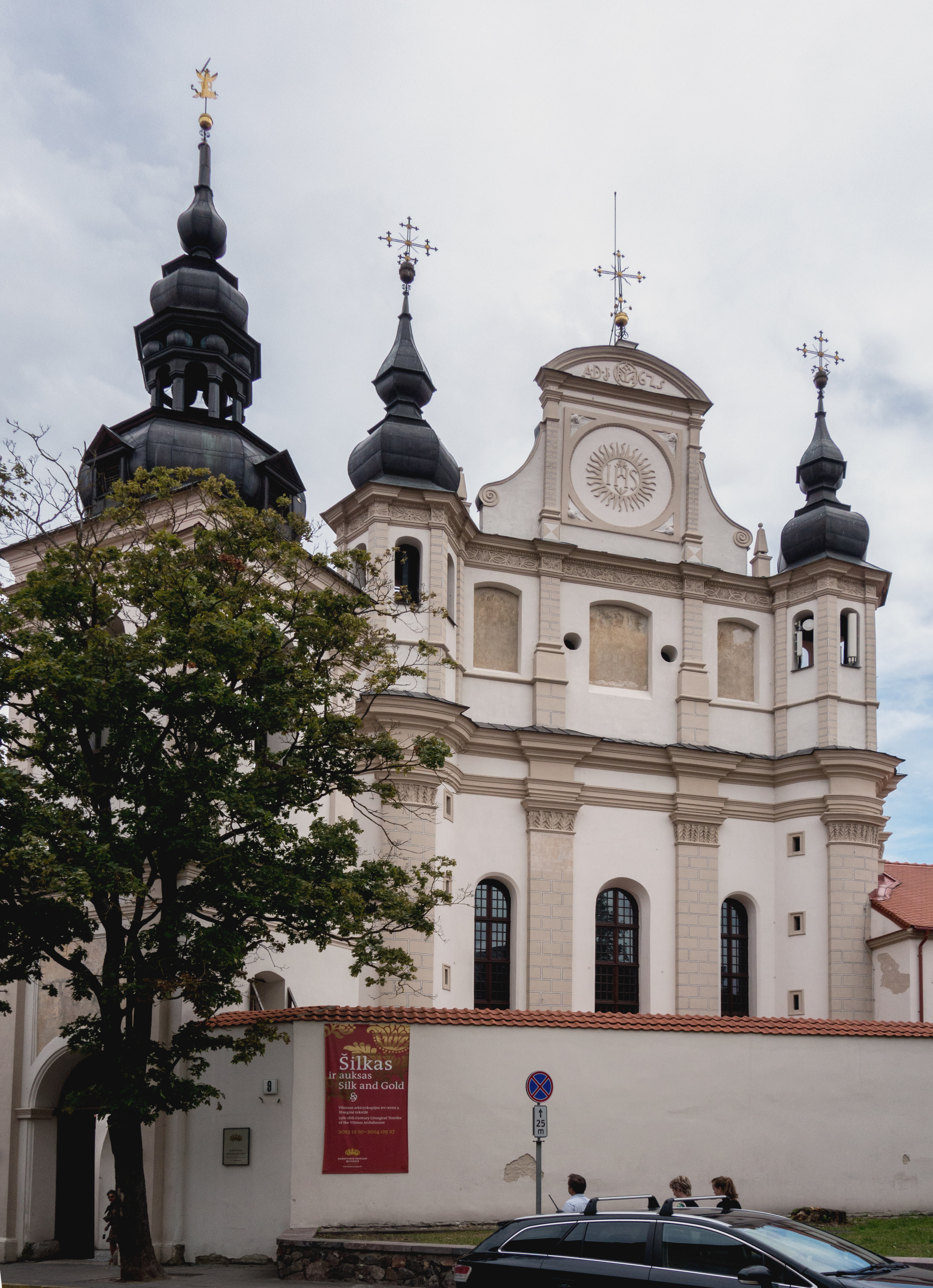
Kościół św. Michała i klasztor bernardynek w Wilnie